# David Warner

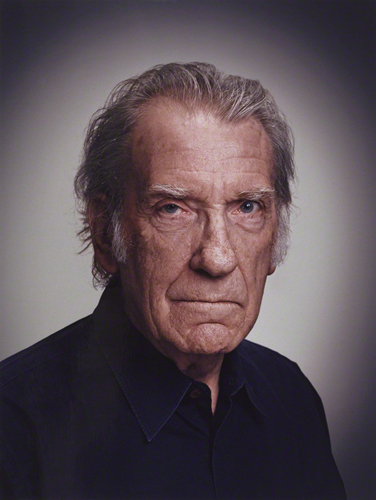
David Warner (2013)

David Warner (* 29. Juli 1941 in Manchester, England; † 24. Juli 2022 in London) war ein britischer Schauspieler. Der Charakterdarsteller trat ab den 1960er Jahren in Kinofilmen wie Das Omen (1976), Tron (1982), Star Trek V: Am Rande des Universums (1989) oder Titanic (1997) in profilierten Nebenrollen in Erscheinung.

## Leben
Warner wurde im englischen Manchester als Sohn einer britischen Mutter und eines russisch-jüdischen Vaters geboren. Seine Kindheit bezeichnete Warner als sehr chaotisch, da sein Vater sehr oft seinen Arbeitsplatz wechselte und die Familie häufig von einer Stadt in die nächste zog. Warner besuchte acht verschiedene Schulen und fiel laut eigener Aussage in allen durch die Prüfungen. Seine Eltern trennten sich, als er ein Jugendlicher war, und Warner sah seine Mutter erst sieben Jahre später auf ihrem Totenbett wieder.
Nach einer Reihe verschiedener Berufe wurde er an der Royal Academy of Dramatic Art (RADA) aufgenommen, wo er sich sehr unglücklich fühlte. Nach der RADA wurde er Mitglied der Royal Shakespeare Company und begann seine Arbeit im Royal Court Theatre, wo er 1962 eine erste kleine Nebenrolle in einer Aufführung von Shakespeares Ein Sommernachtstraum spielte. Es folgten weitere Theaterauftritte in Stücken wie Der Sturm, Julius Caesar und Richard II. In Letzterem verkörperte Warner die Hauptrolle.
Sein Leinwanddebüt hatte Warner 1963 mit dem Film Tom Jones – Zwischen Bett und Galgen. Mit der Hauptrolle in Protest im Jahr 1966 und zwei Jahre später in Peter Halls Ein Sommernachtstraum wurde er im Alter von 24 Jahren einem größeren Publikum bekannt. In den 1970er Jahren spielte er in Filmen wie Das Omen, Die 39 Stufen und Flucht in die Zukunft jeweils größere Rollen. In den 1980er Jahren folgten Produktionen wie Time Bandits, Tron und Charles Dickens’ Weihnachtsgeschichte. Im Laufe seiner Karriere spielte er eine große Vielfalt an unterschiedlich gelagerten Rollen, aber besonders oft wurde er mit Schurkenfiguren betraut.

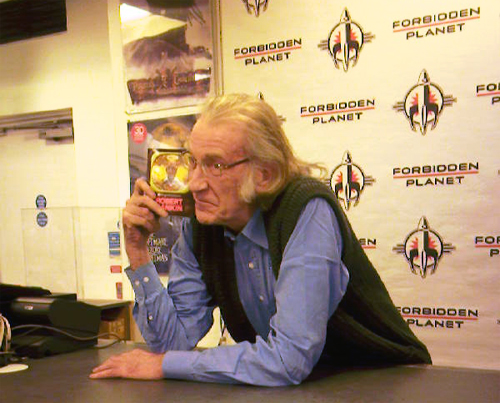
Warner im Juli 2008

In den 1990er Jahren hatte Warner einige seiner bekanntesten Kinorollen in erfolgreichen Filmproduktionen wie Star Trek VI: Das unentdeckte Land (1991) und Titanic (1997). Seit 2000 war Warner seltener in Kino- und vorwiegend in Fernsehproduktionen zu sehen. Er trat unter anderem in vereinzelten Episoden von Serien wie Mad Dogs, Doctor Who und Penny Dreadful auf. Seit 2001 wurde er auch wieder stärker auf der Theaterbühne aktiv und spielte wieder in Shakespeare-Stücken wie König Lear und Heinrich IV. mit.
Warner spielte dreimal in Filmen mit, die den Untergang der Titanic zum Thema hatten: 1979 in S.O.S. Titanic als Lawrence Beesley, 1981 in Time Bandits als Das Böse und 1997 in James Camerons Titanic als Spicer Lovejoy, der Diener des Bösewichts Caledon „Cal“ Hockley (Billy Zane). Des Weiteren verkörperte Warner zweimal die Rolle des Reinhard Heydrich: 1978 in der Mini-Serie Holocaust – Die Geschichte der Familie Weiss und 1985 in dem Fernsehfilm Hitler’s SS. Daneben war Warner auch des Öfteren als Synchronsprecher tätig und lieh Figuren in diversen Zeichentrickserien wie Batman: The Animated Series, New Spider-Man und Gargoyles – Auf den Schwingen der Gerechtigkeit seine Stimme. Insgesamt war er an mehr als 220 Film- und Fernsehproduktionen beteiligt.
Von 1969 bis 1972 war Warner mit Harriet Lidgren verheiratet. Aus der von 1979 bis zur Scheidung 2005 bestehenden Ehe mit Sheilah Kent ging 1982 ein Sohn hervor. Warners letzte Lebensgefährtin war Lisa Bowerman.
Warner starb am 24. Juli 2022 fünf Tage vor seinem 81. Geburtstag in der Londoner Denville Hall, einem Pflegeheim für Menschen aus der Unterhaltungsbranche.

## Filmografie (Auswahl)
- 1963: Tom Jones – Zwischen Bett und Galgen (Tom Jones)
- 1966: Protest (Morgan: A Suitable Case for Treatment)
- 1966: Anruf für einen Toten (The Deadly Affair)
- 1967: A King’s Story (Stimme)
- 1968: Ereignisse beim Bewachen der Bofors-Kanone (The Bofors Gun)
- 1968: Auch Arbeit kann von Übel sein (Work Is a Four Letter Word)
- 1968: Ein Sommernachtstraum (A Midsummer Night’s Dream)
- 1968: Ein Mann wie Hiob (The Fixer)
- 1968: Die Möwe (The Sea Gull)
- 1968: Michael Kohlhaas – der Rebell
- 1970: Treffpunkt London Airport (Perfect Friday)
- 1970: Abgerechnet wird zum Schluss (The Ballad of Cable Hogue)
- 1971: Wer Gewalt sät (Straw Dogs)
- 1973: Nora (A Doll’s House)
- 1973: Die Tür ins Jenseits (From Beyond the Grave)
- 1976: Das Omen (The Omen)
- 1977: Providence
- 1977: Silber, Banken und Ganoven (Silver Bears)
- 1977: Sein letzter Mord (The Disappearance)
- 1977: Steiner – Das Eiserne Kreuz (Cross of Iron)
- 1978: Die 39 Stufen (The Thirty Nine Steps)
- 1978: Holocaust – Die Geschichte der Familie Weiß (Holocaust, Miniserie)
- 1979: Airport ’80 – Die Concorde (Airport ’80 – The Concorde)
- 1979: Flucht in die Zukunft (Time after Time)
- 1979: S.O.S. Titanic (Fernsehfilm)
- 1980: Freibeuter des Todes (The Island)
- 1981: Masada (Miniserie)
- 1981: Time Bandits
- 1982: Faerie Tale Theatre
- 1982: Tron
- 1982: Marco Polo (Fernseh-Miniserie)
- 1983: Hart aber herzlich (Hart to Hart; Folge: London im Frühling)
- 1983: Der Mann mit zwei Gehirnen (The Man With Two Brains)
- 1984: Charles Dickens’ Weihnachtsgeschichte (A Christmas Carol, Fernsehfilm)
- 1984: Seelenlos – Ein Mann spielt Gott (Frankenstein)
- 1984: Die Zeit der Wölfe (The Company of Wolves)
- 1985: Wölfe jagen nie allein (Hitler’s S.S.: Portrait in Evil)
- 1987: Hänsel und Gretel (Hansel and Gretel)
- 1987: Desperado
- 1987: Liebe mit Biß (My Best Friend Is a Vampire)
- 1988: Chaoten-Spione (Spies, Lies and Alibis / Spies Inc.)
- 1988: Office Party – Geiselnahme im Büro (The Office Party)
- 1988: Hanna’s War
- 1988: Mr. North – Liebling der Götter (Mr. North)
- 1988: Reise zurück in der Zeit (Waxwork)
- 1989: Magdalene (Silent Night)
- 1989: Perry Mason und der vergiftete Cocktail (Perry Mason: The Case of the Poisoned Pen)
- 1989: Star Trek V: Am Rande des Universums (Star Trek V: The Final Frontier)
- 1991: Uncle Vanya
- 1991: Blue Tornado – Männer wie Stahl (Blue Tornado)
- 1991: Turtles II – Das Geheimnis des Ooze (Teenage Mutant Ninja Turtles II: The Secret of the Ooze)
- 1991: Hexenjagd in L.A. (Cast a Deadly Spell)
- 1991: Star Trek VI: Das unentdeckte Land (Star Trek VI: The Undiscovered Country)
- 1991: Twin Peaks (Fernsehserie, 3 Folgen)
- 1992: The Unnamable II (The Unnamable II: The Statement of Randolph Carter)
- 1992: Das Mörderhaus (The House on Sycamore Street)
- 1992: Die verlorene Welt (The Lost World)
- 1992: Rückkehr in die verlorene Welt (Return to the Lost World)
- 1992–1995: Batman (Batman: The Animated Series, Fernsehserie, 5 Episoden, Stimme)
- 1993: Wild Palms (Fernsehserie, 5 Folgen)
- 1993: Die Abenteuer der Delta Ritter (Quest of the Delta Knights)
- 1993: Body Bags (Fernsehfilm)
- 1993: Raumschiff Enterprise: Das nächste Jahrhundert (Star Trek: The Next Generation, Fernsehserie, Doppelfolge 6x10/11 Geheime Mission auf Celtris Drei)
- 1993: Perry Mason und die Formel ewiger Schönheit (Perry Mason: The Case of the Skin-Deep Scandal)
- 1994: Babylon 5 (Fernsehserie, Episode 1x15)
- 1994: Tryst
- 1995: Zoya
- 1995: Ice Cream Man
- 1995: Felony – Die CIA-Verschwörung (Felony)
- 1995: Naked Souls
- 1995: Die Mächte des Wahnsinns (In the Mouth of Madness)
- 1995: Gargoyles – Auf den Schwingen der Gerechtigkeit (Gargoyles, Fernsehserie, 4 Episoden, Stimme)
- 1995: Outer Limits – Die unbekannte Dimension (The Outer Limits, Fernsehserie, Episode 1x08)
- 1995–1997: New Spider-Man (Spider-Man, Fernsehserie, 13 Episoden, Stimme)
- 1995–1997: Freakazoid! (Fernsehserie, 9 Episoden, Stimme)
- 1996: Die Stunde des Verführers (The Leading Man)
- 1996: Rasputin (Rasputin: Dark Servant of Destiny, Fernsehfilm)
- 1996: Beastmaster – Das Auge des Braxus (Beastmaster – The Eye of Braxus)
- 1996: Seven Servants
- 1997: Winnie Puuh auf großer Reise (Pooh’s Grand Adventure: The Search for Christopher Robin, Stimme)
- 1997: Scream 2
- 1997: Titanic
- 1997–2001: Men in Black: Die Serie (Men in Black: The Series, Fernsehserie, 9 Episoden, Stimme)
- 1998: Toonsylvania (Fernsehserie, 9 Episoden, Stimme)
- 1998: Der Trollkönig (The Last Leprechaun)
- 1998: Drei stahlharte Profis (Three, Fernsehserie)
- 1999: Im Auge des Sturms – Der braune Hengst in Gefahr (Shergar)
- 1999: Wing Commander
- 2000: Cinderella
- 2000: Am Anfang (In the Beginning, Fernsehfilm)
- 2001: Planet der Affen (Planet of the Apes)
- 2001: Superstition – Spiel mit dem Feuer (Superstition)
- 2001: Hornblower – Meuterei (Hornblower: Mutiny, Fernsehfilm)
- 2001: Hornblower – Vergeltung (Hornblower: Retribution, Fernsehfilm)
- 2002: Dr. Jekyll and Mr. Hyde (Dr. Jekyll & Mr. Hyde, Fernsehfilm)
- 2004: Der Duft von Lavendel (Ladies in Lavender)
- 2004: Avatar (Cyber Wars)
- 2004: Conviction (Miniserie)
- 2004: Agatha Christie’s Marple: 4.50 from Paddington (Fernsehfilm)
- 2005: The League of Gentlemen’s Apocalypse
- 2006: Hogfather – Schaurige Weihnachten (Hogfather, Fernsehfilm)
- 2008: Kommissar Wallander: Die falsche Fährte (Fernsehfilm)
- 2009: Doctor Who: Dreamland (Miniserie, 6 Episoden, Stimme)
- 2009: Albert’s Memorial (Fernsehfilm)
- 2010: Kommissar Wallander: Mörder ohne Gesicht (Fernsehfilm)
- 2010: Kommissar Wallander: Der Mann, der lächelte (Fernsehfilm)
- 2010: Black Death
- 2011: Inspector Barnaby (Midsomer Murders) (Fernsehserie, Episode 14x01)
- 2011: A Thousand Kisses Deep
- 2012: Mad Dogs (Fernsehserie, 3 Episoden)
- 2013: Doctor Who (Fernsehserie, Episode 7x09)
- 2013: Before I Sleep
- 2014: Penny Dreadful (Fernsehserie, 2 Episoden)
- 2015: Inside No.9
- 2015: Lewis – Der Oxford Krimi (Fernsehserie, 2 Episoden)
- 2015: Kommissar Wallander: Der Feind im Schatten
- 2015–2016: Die fantastische Welt von Gumball (The Amazing World of Gumball) (Fernsehserie, 3 Episoden, Stimme)
- 2016: Ripper Street (Fernsehserie, 3 Episoden)
- 2018: Mary Poppins’ Rückkehr (Mary Poppins Returns)